# Kaapia longistylus
Kaapia longistylus är en insektsart som beskrevs av Pieter D. Theron 1983. Kaapia longistylus ingår i släktet Kaapia och familjen dvärgstritar. Inga underarter finns listade i Catalogue of Life.